# Modena Football Club 1995-1996
Questa pagina raccoglie le informazioni riguardanti il Modena Football Club nelle competizioni ufficiali della stagione 1995-1996.

## Stagione
Nella stagione 1995-96 il Modena ha disputato il girone A del campionato di Serie C1, con 44 punti ha ottenuto l'undicesima posizione di classifica, il torneo è stato vinto con 68 punti dal Ravenna che ha ottenuto la promozione diretta in Serie B, la seconda promozione è stata conquistata dall'Empoli che ha vinto i playoff.

## Rosa
| N. |                   | Ruolo | Calciatore        |
| -- | ----------------- | ----- | ----------------- |
|    | Italia (bandiera) | P     | Carmine Iovine    |
|    | Italia (bandiera) | P     | Alessio Bandieri  |
|    | Italia (bandiera) | D     | Nicola Bambini    |
|    | Italia (bandiera) | D     | David Cappelletti |
|    | Italia (bandiera) | D     | Riki Di Bin       |
|    | Italia (bandiera) | D     | Davide Ferrari    |
|    | Italia (bandiera) | D     | Alessandro Gola   |
|    | Italia (bandiera) | D     | Alberto Mantelli  |
|    | Italia (bandiera) | D     | Stefano Melchiori |
|    | Italia (bandiera) | C     | Massimo Ceccaroni |
|    | Italia (bandiera) | C     | Vincenzo Ferrante |

| N. |                   | Ruolo | Calciatore           |
| -- | ----------------- | ----- | -------------------- |
|    | Italia (bandiera) | C     | Pietro Garau         |
|    | Italia (bandiera) | C     | Gabriele Bocchi      |
|    | Italia (bandiera) | C     | Massimiliano Lazzoni |
|    | Italia (bandiera) | C     | Manuel Montipò       |
|    | Italia (bandiera) | C     | Carlo Valentini      |
|    | Italia (bandiera) | A     | Mario Massimo Caruso |
|    | Italia (bandiera) | A     | Alessandro Muoio     |
|    | Italia (bandiera) | A     | Raffaele Paolino     |
|    | Italia (bandiera) | A     | Giancarlo Romairone  |
|    | Italia (bandiera) | A     | Salvatore Tarascio   |
|    | Italia (bandiera) | A     | Luca Toni            |

## Risultati

### Campionato

#### Girone di andata
| 27 agosto 1995 1ª giornata | Carrarese | 0 – 1 | Modena |  |

| 3 settembre 1995 2ª giornata | Modena | 3 – 1 | Saronno |  |

| 10 settembre 1995 3ª giornata | Brescello | 2 – 2 | Modena |  |

| 17 settembre 1995 4ª giornata | Modena | 2 – 0 | Prato |  |

| 24 settembre 1995 5ª giornata | Alessandria | 1 – 1 | Modena |  |

| 1º ottobre 1995 6ª giornata | Modena | 2 – 1 | Pro Sesto |  |

| 8 ottobre 1995 7ª giornata | Modena | 0 – 1 | Fiorenzuola |  |

| 15 ottobre 1995 8ª giornata | Como | 4 – 1 | Modena |  |

| 22 ottobre 1995 9ª giornata | Modena | 1 – 2 | SPAL |  |

| 29 ottobre 1995 10ª giornata | Montevarchi | 1 – 2 | Modena |  |

| 12 novembre 1995 11ª giornata | Empoli | 2 – 0 | Modena |  |

| 19 novembre 1995 12ª giornata | Modena | 2 – 1 | Leffe |  |

| 26 novembre 1995 13ª giornata | Monza | 2 – 2 | Modena |  |

| 3 dicembre 1995 14ª giornata | Modena | 1 – 0 | Carpi |  |

| 10 dicembre 1995 15ª giornata | Spezia | 2 – 1 | Modena |  |

| 17 dicembre 1995 16ª giornata | Modena | 0 – 0 | Ravenna |  |

| 30 dicembre 1995 17ª giornata | Massese | 0 – 0 | Modena |  |

#### Girone di ritorno
| 7 gennaio 1996 18ª giornata | Modena | 2 – 2 | Carrarese |  |

| 14 gennaio 1996 19ª giornata | Saronno | 0 – 0 | Modena |  |

| 28 gennaio 1996 20ª giornata | Modena | 0 – 0 | Brescello |  |

| 4 febbraio 1996 21ª giornata | Prato | 2 – 0 | Modena |  |

| 18 febbraio 1996 22ª giornata | Modena | 2 – 1 | Alessandria |  |

| 25 febbraio 1996 23ª giornata | Pro Sesto | 1 – 0 | Modena |  |

| 3 marzo 1996 24ª giornata | Fiorenzuola | 2 – 1 | Modena |  |

| 10 marzo 1996 25ª giornata | Modena | 1 – 1 | Como |  |

| 24 marzo 1996 26ª giornata | SPAL | 1 – 0 | Modena |  |

| 31 marzo 1996 27ª giornata | Modena | 1 – 0 | Montevarchi |  |

| 7 aprile 1996 28ª giornata | Modena | 0 – 2 | Empoli |  |

| 14 aprile 1996 29ª giornata | Leffe | 1 – 1 | Modena |  |

| 21 aprile 1996 30ª giornata | Modena | 1 – 0 | Monza |  |

| 5 maggio 1996 31ª giornata | Carpi | 1 – 0 | Modena |  |

| 12 maggio 1996 32ª giornata | Modena | 0 – 0 | Spezia |  |

| 19 maggio 1996 33ª giornata | Ravenna | 3 – 0 | Modena |  |

| 26 maggio 1996 34ª giornata | Modena | 2 – 1 | Massese |  |